# Slavín (hrobka)
Hrobka Slavín je součást Vyšehradského hřbitova, nachází se na jeho východní straně. Koncem 80. let 19. století vznikla myšlenka založení pantheonu – společného místa posledního odpočinku vynikajících českých osobností. Iniciátory byli vyšehradský probošt Mikuláš Karlach a smíchovský starosta Petr Matěj Fischer.

## Stavba

### Záměr a provedení
Petr Fischer také stavbu financoval a věnoval ji do užívání vlasteneckému spolku Svatobor. Projekt monumentální hrobky vypracoval architekt Antonín Wiehl, který návrh vypracoval ve dvou variantách (varianta hrobky jako kaple nebyla vybrána). Wiehl později ještě zpracoval projekt „25 čestných hrobek u Slavína na Vyšehradě“. Slavín byl zbudován v letech 1889–1893 na východní straně vyšehradského hřbitova v návaznosti na neorenesanční arkády postavené rovněž podle Wiehlova návrhu. Sochařskou výzdobu provedl Josef Mauder (okřídlený génius na rakvi hlavního pylonu). Na první pohřeb ale hrobka čekala ještě osm let po dokončení. Po dokončení pronikala do hrobky vlhkost, Antonín Wiehl vypracoval tedy projekt úprav. Finanční prostředky na opravy byly zajištěny na konci 20. let 20. století a podle Wiehlových návrhů úpravy realizoval Josef Fanta.

### Popis stavby
Slavín tvoří krypta v úrovni terénu hřbitova krytá plošinou. Na plošinu vede v její celé šíři žulové schodiště s balustrádovým zábradlím. Uprostřed plošiny stojí pomník se sarkofágem. Nad sarkofágem se sklání alegorická postava „Génia vlasti“ s křídly. Po stranách pomníku je socha „Vlasti truchlící“ a po pravé straně socha „Vlasti vítězné“. Na pomníku jsou ve třech sloupcích desky se jmény 15 osobností pochovaných ve Slavíně jako prvních. První pohřbený – básník Julius Zeyer (1901) – je autorem veršů na soklech soch Vlasti: „Svých synů prach vlast, truchlíc, zemi vrací“ a „Jich skutky, jásajíc, po věky lidstvu hlásá“. Pod sarkofágem je vytesáno motto Slavína podle Fischerovy věnovací listiny: „Ač zemřeli, ještě mluví“. Na zdi kolem plošiny jsou desky s dalšími 36 jmény. Plošinu zdobí pilíře s kamennými vázami. Na schodišti před pomníkem je umístěn kamenný katafalk s bronzovým křížem s Ukřižovaným podle návrhu sochaře Václava Levého. Katafalk je určen pro vystavení rakve nebo urny při pohřebním obřadu před uložením do krypty (případně do hrobu na Vyšehradském hřbitově). Krypta je zčásti postavena za východní ohradní zdí hřbitova, kde na zadní stěně pomníku jsou desky se jmény umělců pohřbených od sedmdesátých let – Jaroslava Marvana, Eduarda Kohouta, Ladislava Boháče, Václava Bednáře a Karla Högera.

## Pohřbení
V roce 1901 zde byl jako první pochován básník Julius Zeyer. Jako zatím poslední sem byl uložen herec Karel Höger v září 2013. V hrobce je 44 pohřebních kobek, většinou s rakvemi, v některých jsou uloženy urny. Celkem bylo do roku 2013 do Slavína pohřbeno 56 osobností – v hrobce tak k tomuto roku zbývala poslední volná pohřební kobka, kam se mohlo vejít až 8 uren nebo jedna rakev. Spolek Svatobor, správce Slavína, ale neměl v úmyslu do hrobky dále pohřbívat. V listopadu a prosinci téhož roku byla v rámci Vyšehradského adventu po necelých 65 letech pro veřejnost otevřena krypta hrobky, do níž mají jinak přístup jen pozůstalí. Krypta byla před dokončením rekonstrukce v roce 2007 v poměrně dezolátním stavu (ze 44 původních náhrobních desek se jich našlo jen 27). Na všech náhrobcích jsou jen životopisné údaje zemřelých; výjimkou je pouze Jaroslav Vrchlický, jemuž byla splněna jeho poslední vůle, podle níž chtěl mít na hrobě několik svých veršů.
Ve Slavíně jsou pochováni:
| básníci a spisovatelé Julius Zeyer, Josef Václav Sládek, Jaroslav Vrchlický, Růžena Svobodová, Jan Klecanda, Jaroslav Hilbert, Antonín Klášterský, František Xaver Svoboda, Josef Hora, Karel Toman, Marie Pujmanová, Josef Štefan Kubín herci Otýlie Beníšková, Zdeněk Štěpánek, Vítězslav Vejražka, Eduard Kohout, Ladislav Boháč, Jaroslav Marvan, Karel Höger malíři Vojtěch Hynais, Alfons Mucha, Václav Špála, Antonín Pelc, Antonín Strnadel sochaři Josef Václav Myslbek, Jan Štursa, Bohumil Kafka, Ladislav Šaloun, Jan Lauda operní pěvci Ema Destinnová, Otakar Mařák, Vilém Zítek, Richard Kubla, Kamila Ungrová, Václav Bednář klavíristé Jan Heřman, František Maxián houslisté Jan Kubelík, Jaroslav Kocian, Karel Hoffmann architekti Kamil Hilbert, Josef Gočár, Karel Honzík, Jaroslav Fragner | vynálezce František Křižík dirigenti a skladatelé Rafael Kubelík, Oskar Nedbal režiséři Ferdinand Pujman, Vojta Novák historik Václav Vladivoj Tomek archeolog Josef Ladislav Píč filologové Josef Král, Oldřich Hujer literární historik Jan Václav Novák ekonom Josef Gruber divadelní kritik a historik Karel Engelmüller |

Někteří, například Eduard Kohout, byli do Slavína pohřbeni i proti vůli, kterou za svého života projevili. Tělo Jana Nerudy muselo být dokonce po protestech jeho hospodyně a rodiny Fričovy ze Slavína vyjmuto a podle jeho přání pohřbeno v nedalekém hrobě.
| „                  | Když je už pěkný čas, dám se někdy zavézt na Vyšehradský hřbitov a sednu si na schod Slavína. Chodím tam rád. Je tam dobrá společnost – jak říká můj známý, který bydlí nedaleko a na hřbitově bývá často… Mám tam mezi básníky ostatně i dva kamarády. | “ |
| — Jaroslav Seifert | |   |

### Galerie Slavín

#### O Slavín se zasloužili

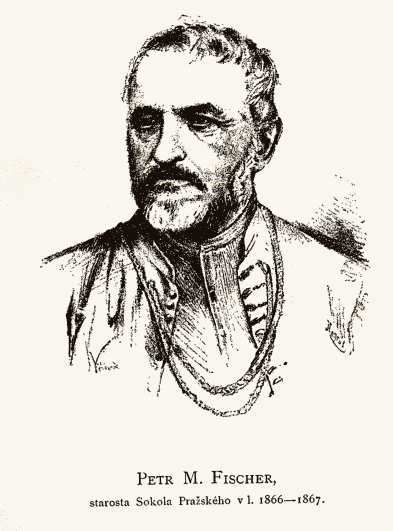
Petr Matěj Fischer (1883) Vilimek
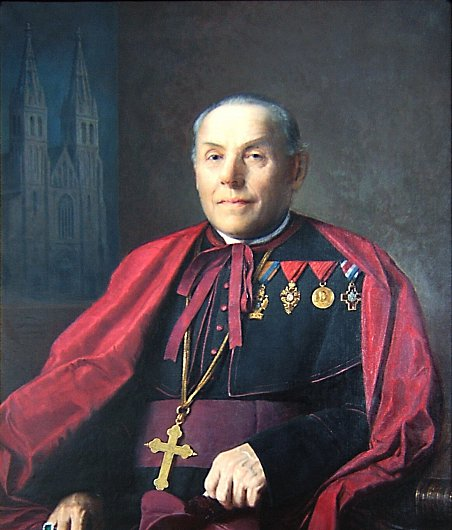
Mikuláš Karlach (1903)
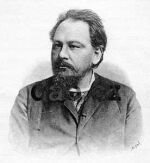
Antonín Wiehl
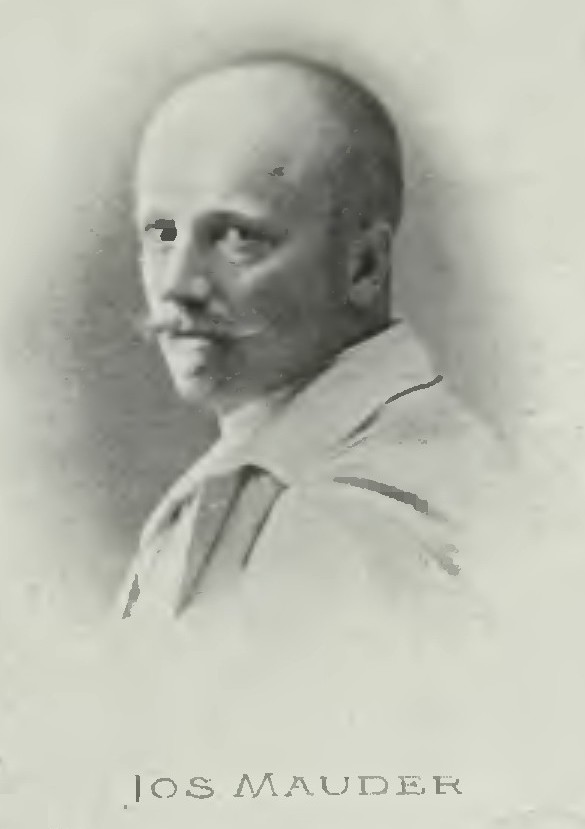
Josef Mauder
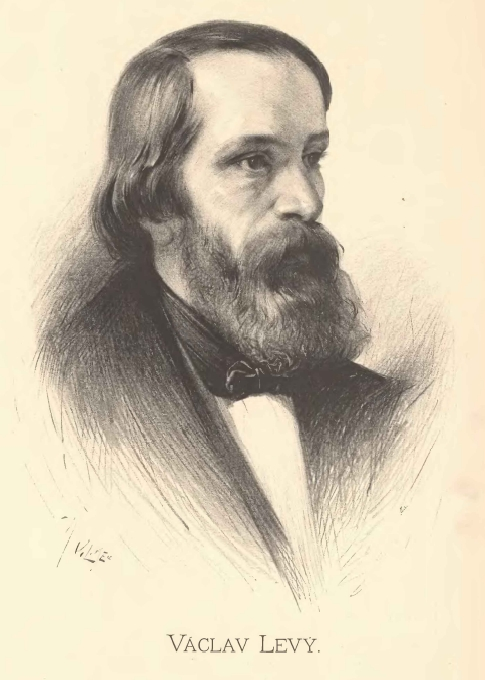
Václav Levý (Jan Vilímek)

#### Pohledy na pomník, plastiky a desky

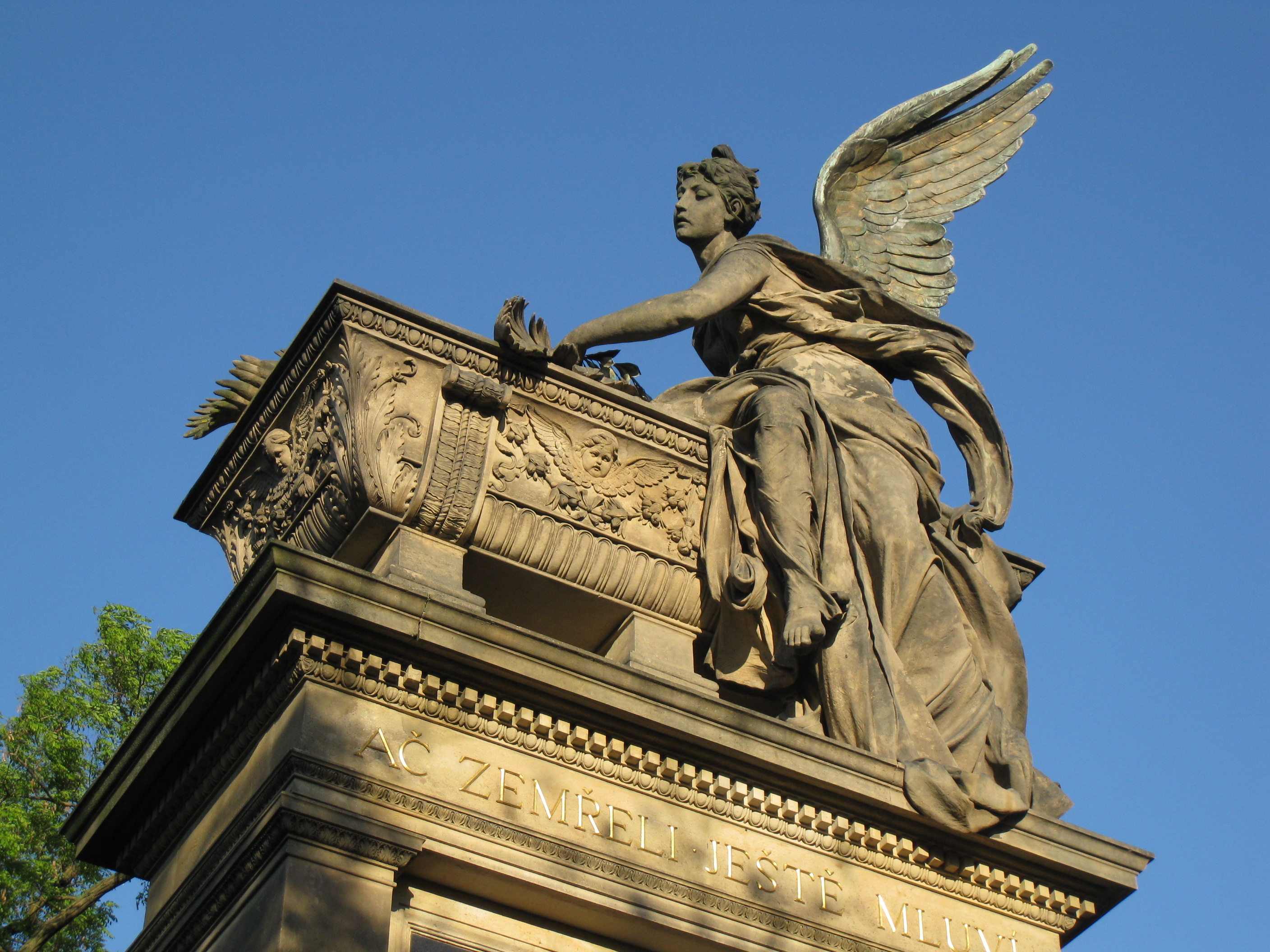
Detail okřídleného Génia
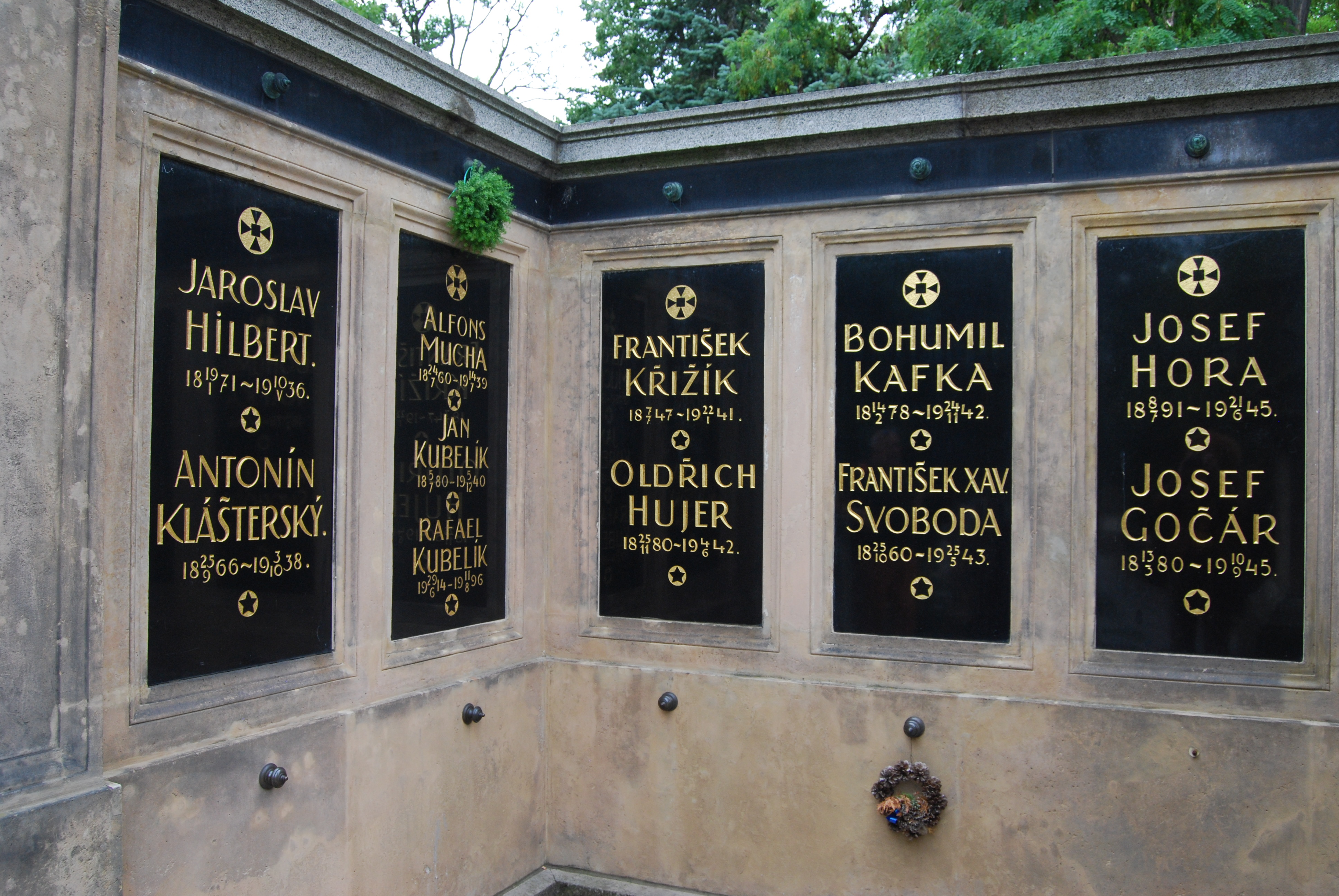
Detail desek se jmény
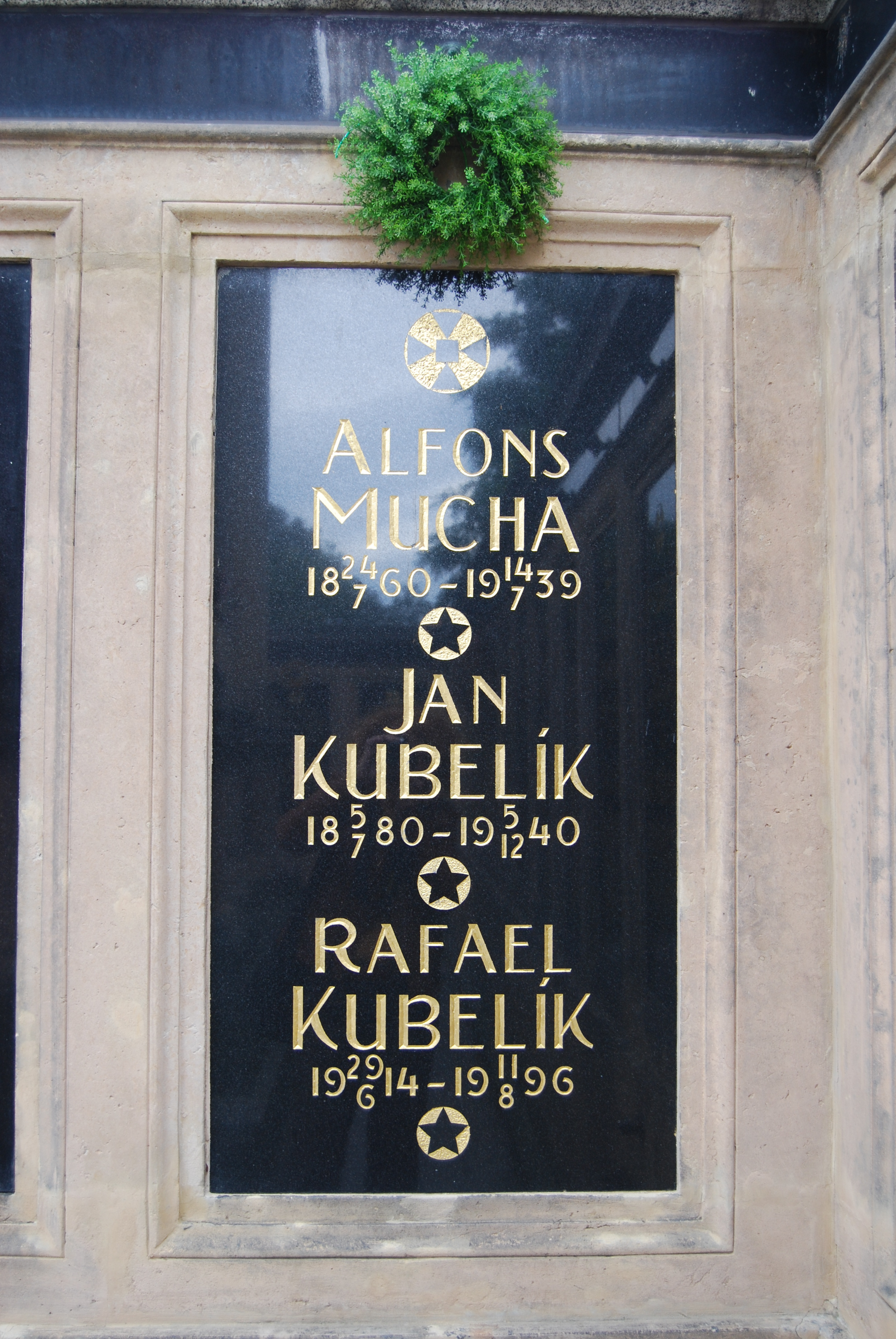
Deska se jmény
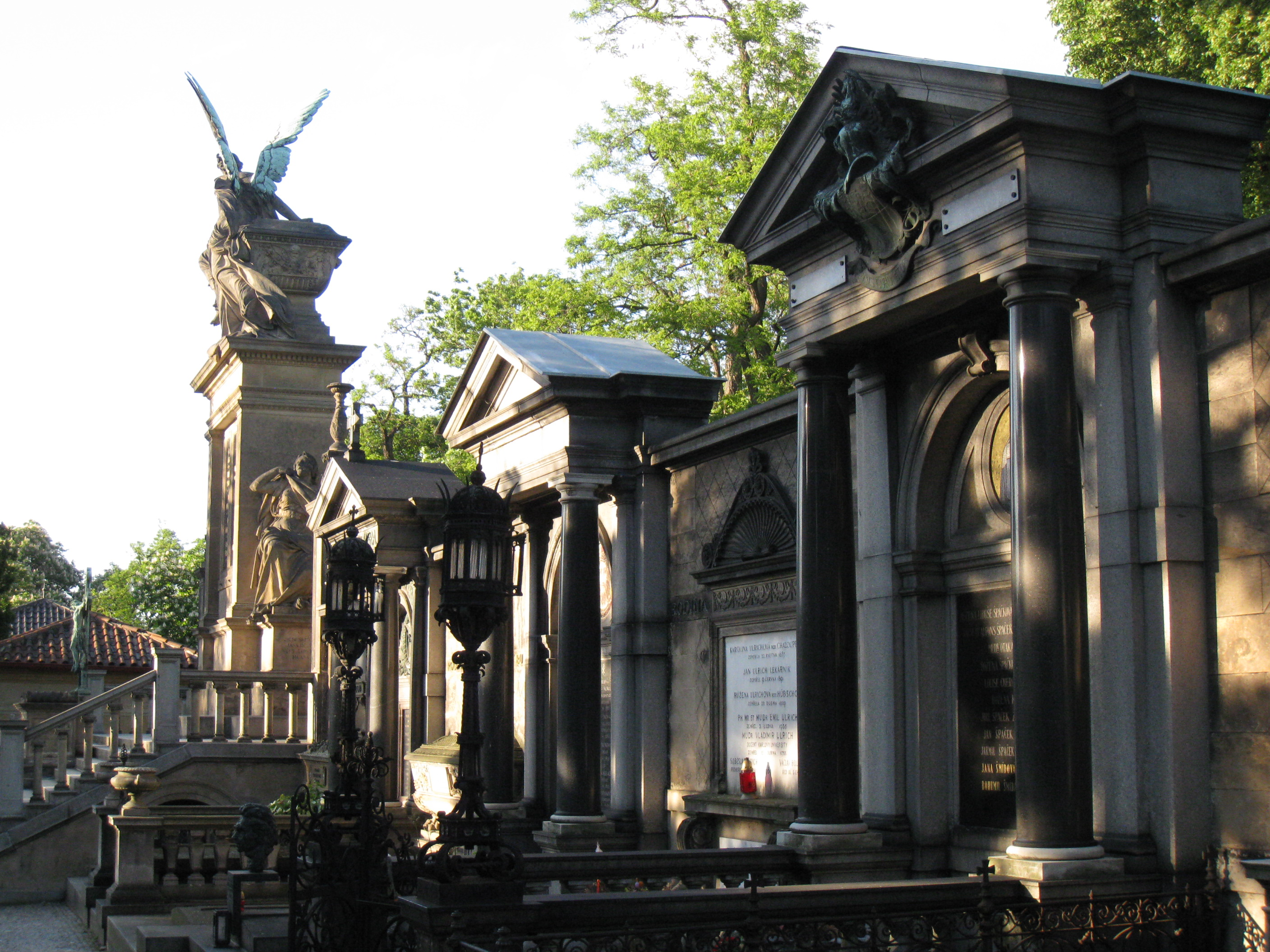
Pohled od vedlejších hrobů